# Ara o mai (pel·lícula de 2015)
Ara o mai (títol original en castellà: Ahora o nunca) és una pel·lícula espanyola de 2015, dirigida per Maria Ripoll i amb un guió escrit per Jorge Alberto Lara Alcón i Francisco Roncal Martínez. Es va estrenar oficialment a Espanya el 19 de juny del 2015. Ha estat doblada al català.

## Argument
Álex (Dani Rovira) i Eva (María Valverde) són una feliç parella que, després de diversos anys de festeig, decideixen casar-se al poble del camp anglès on es van conèixer (Castle Combe). No obstant això, sorgeix un problema inesperat: una vaga de controladors aeris impedeix que Àlex i els seus convidats arribin fins on està Eva. La trama revela com la distància pot afectar divertidament a les relacions de parella.

## Repartiment
Els protagonistes principals són Dani Rovira i María Valverde. També apareix Clara Lago, que ja va compartir cartell al costat de Dani Rovira a Vuit cognoms bascos (2014). Els acompanyen en el repartiment Joaquín Núñez, Gràcia Olayo, Alicia Rubio, Jordi Sánchez i Yolanda Ramos, entre d'altres artistes. A més, Ara o mai suposa l'estrena com a actriu cinematogràfica de la cantant i compositora Melody.
Actor o actriu Personatge interpretat
- Dani Rovira, Alejandro Fernández, Álex (nuvi d'Eva)
- María Valverde, Eva (núvia de Àlex)
- Melody Irene, Fernández (germana de l'Àlex)
- Joaquín Núñez, Santiago Fernández (pare de Àlex i Irene)
- Gràcia Olayo, Caritina (mare de Àlex i Irene)
- Alicia Rubio, Betlem (germana d'Eva)
- Clara Lago, Tatiana (prima d'Eva)
- Anna Gras, Sis (amiga d'Eva i jugadora de rugbi)
- Jordi Sánchez, Fermín (pare d'Eva i Belén)
- Yolanda Ramos, Tita Nines
- Mireia Portas, Fina
- Marta Pérez, Sole
- Marcel Borràs, Gabriel (anglès aprofitat)
- Carlos Cuevas, Dani
- Benjamin Nathan-Serio, Responsable de l'aeroport d'Amsterdam
- Ben Vinnicombe, Auxiliar de vol
- Víctor Sevilla, Jesús

## Gènere
Es tracta d'una comèdia amb tocs gamberros, en la qual la parella protagonista (formada per Álex i Eva) viu un seguit de situacions rocambolesques al no aconseguir-se casar, que donen com a resultat una barreja de gèneres cinematogràfics que van des del romanticisme a l'acció, les aventures, el road movie o el western.

## Producció

### Desenvolupament
El rodatge s'inicià el 3 de novembre de 2014 i transcorregué durant les següents set setmanes per Barcelona, Sant Feliu de Codines i diverses localitats de la vall de Camprodon per concloure finalment a Amsterdam el 19 de desembre del mateix any.

### Música
La banda sonora fou composta per Simon Smith, que barrejaà influències de jazz, punk, rock, pop i dance. Incorporà cançons en anglès escrites especialment per a la pel·lícula, en col·laboració amb Víctor Hernández i Eric Nagel, entre les quals es troben «Nothing's going to stop me now», «Crazy for you» i «Run for what you want».
També s'inclou la balada «In my mind», composta i interpretada per l'artista Melody, qui la llançà al mercat en format digital el 29 de maig de 2015. A més, figuren temes internacionals com «Alright» (de Supergrass), «Tick, tick, boom!» (de The Hives), Walk like an Egyptian (de The Bangles) i clàssics del pop espanyol, com «Te estoy amando locamente» (de Las Grecas) i «Volando voy» (de Kiko Veneno), entre d'altres.

## Preestrena
La presentació de la pel·lícula tingué lloc el 16 de juny de 2015 al cinema Callao de Madrid.

## Pressupost
La pel·lícula comptà amb un pressupost de 2.900.000 euros, als quals calia sumar les despeses de publicitat.
Sony Pictures la situà a 426 pantalles de 354 locals (amb 308 còpies), la qual cosa va suposar un increment en presència de mercat en relació amb la resta de pel·lícules espanyoles estrenades fins al moment.

## Recaptació i espectadors
La pel·lícula es convertí en la segona més vista a l'Estat espanyol en el seu primer cap de setmana d'exhibició (amb 222.937 espectadors), en el qual va recaptar 1.549.000 euros, convertint-se en la millor estrena espanyola de l'any.
Fins a la data, és el llargmetratge espanyol dirigit per una dona més taquiller de la història, per davant de Te doy mis ojos i También la lluvia, (ambdues d'Icíar Bollaín, amb 5.021.082 i 3.907.395 euros recaptats, respectivament), La vida secreta de les paraules (d'Isabel Coixet, amb 3.517.099 euros) i El crimen de Cuenca (de Pilar Miró, amb 2.773.000 euros).
Pel que fa al nombre d'espectadors, es convertí en el segon llargmetratge més vist a la història del cinema espanyol dirigit per una dona, superat únicament per El crimen de Cuenca (amb 1.971.671 espectadors). La tercera posició és per Los duendes de Andalucía (d'Ana Mariscal; amb 1.397.000 espectadors); el quart lloc l'ocupa La petición (de Pilar Miró; amb 1.239.000 espectadors) i a la cinquena posició es troba Te doy mis ojos (amb 1.063.000 espectadors).

## Premis i nominacions
Fou nominada a la quarta edició dels Premis Neox Fan com a millor pel·lícula de l'any. El lliurament de premis se celebrà a Madrid el 28 d'octubre de 2015, en una gala retransmesa en directe pel canal Neox.
El 2 de desembre de 2015 l'Acadèmia del Cinema Català anuncià la candidatura del llargmetratge com a aspirant als Premis Gaudí en la seva vuitena edició, que tingueren lloc el 31 de gener de 2016 al Centre de Convencions Internacional de Barcelona.
A més a més, fou candidata a la millor pel·lícula de l'any a la trentena edició dels Premis Goya, que se celebraren el 6 de febrer de 2016 al Centre de Congressos Príncep Felip, situat a la planta baixa de l'Hotel Auditorium de Madrid.